# Distlergrotte
Die Distlergrotte ist eine Karsthöhle bei der Finstermühle, einem Gemeindeteil des mittelfränkischen Marktes Neuhaus an der Pegnitz im Landkreis Nürnberger Land in Bayern.

## Lage
Die Distlergrotte, auch als Finstermühlhöhle bekannt, befindet sich am Eingang in das Hasellohetal am Südhang des Weinberges, etwa einen Kilometer südöstlich von Neuhaus an der Pegnitz entfernt. Im Höhlenkataster Fränkische Alb (HFA) ist sie als A 26 registriert.

## Beschreibung
Die Größe des teilvermauerten Eingangs der Distlergrotte beträgt etwa 0,5 × 1,5 Meter, er liegt 13 Meter über dem Grund des Trockentales Hasellohetal. Der Eingang ist im Winter während der Fledermausschutzzeit mit einer Eisenstange verschlossen. Die Höhle weist eine Gesamtganglänge von rund 90 Meter auf und ist als abwärtsführendes Etagensystem mit Spalten- und kleinen Hallenräumen aufgebaut. Direkt hinter dem schmalen Zugang ist mit der 20 Meter langen, acht Meter breiten und zwei bis neun Meter hohen Eingangshalle, der sogenannten Mittelhalle, zugleich ihr größter Raum erreicht. Von dort führt der Ostgang am hinteren Hallenende rechts mit einer kleinen Kletterstufe in die Tiefe und endet im Verbruchgestein. Es sind noch vereinzelte Sintergruppen, Mondmilch und Deckenkolke zu finden. Ebenfalls über Felsstufen führt der Westgang links vom Zugang aus hinunter zu einem kleinen, etwa 6 × 2 Meter großen und bis zu zwei Meter tiefen Höhlensee. Dieser See liegt 17 Meter unter dem Eingangsniveau, und vier Meter unter der Talsohle des Trockentales. Sein Wasserspiegel schwankt um bis zu zwei Meter, er markiert zudem die tiefste Stelle der Höhle.

## Geschichte
Die Höhle wurde nach Johannes Distler benannt, der sie 1905 entdeckte und bis 1928 erste Grabungen durchführte. Die Distlergrotte diente als Bierkeller und wurde bis 1915 als Schauhöhle geführt.
Im Eingangsbereich der Höhle wurden Siedlungsspuren aus der Urnenfelderzeit und der Hallstattzeit gefunden; 1909 fand der Paläontologe Max Schlosser eiszeitliche Tierknochen von Mammut, wollhaarigem Nashorn, Höhlenbär, Höhlenhyäne, Rentier, Rothirsch, Wildpferd, Bison und Urrind. 1955 entdeckte der Regensburger Manfred Moser Tierreste von Halsbandlemming, Steppeniltis, Eisfuchs und Schneehuhn. Der Grund der Einschleppung dieser Tierreste ist nicht geklärt. Die Funde sind im Museum der Naturhistorischen Gesellschaft Nürnberg und im Naturkundemuseum Regensburg zu besichtigen. Das Bayerische Landesamt für Denkmalpflege hat die Höhle als Bodendenkmal (Höhlenstation der Urnenfelderzeit) aufgenommen.
2003 war die Distlergrotte eine der drei Höhlen, in der die Willi-wills-wissen-Folge Wer traut sich rein in dunkle Höhlen? gedreht wurde.

## Schutzgebiet
Die Höhle ist als Geotop 574H003, als Naturdenkmal sowie als Bodendenkmal D-5-6335-0021: Höhlenstation der Urnenfelderzeit ausgewiesen.

## Zugang
Die Distlergrotte ist frei zugänglich. Aufgrund des Höhlenschutzes und der dort überwinternden Fledermäuse ist sie vom 1. Oktober bis zum 31. März verschlossen.
Wer die Höhle komplett befahren will, sollte etwas Höhlenerfahrung und entsprechende Ausrüstung mitbringen.
Über einen mit einem grünen Punkt auf weißem Grund gekennzeichneten Wanderweg (Karstkundlicher Wanderpfad) ist sie von Neuhaus aus erreichbar.